# Ophiopsammus angusta
Ophiopsammus angusta is een slangster uit de familie Ophiodermatidae.
De wetenschappelijke naam van de soort werd in 1989 gepubliceerd door L.L. Vail & Francis Rowe.